# Francis Veber
Francis Veber (Neuilly-sur-Seine, 1937. július 28. –) César-díjas francia filmrendező, forgatókönyvíró.

## Filmográfia
| Év   | Magyar cím                        | Eredeti cím                             | Feladatkör | Feladatkör | Feladatkör   |
| Év   | Magyar cím                        | Eredeti cím                             | Rendező    | Író        | Producer     |
| ---- | --------------------------------- | --------------------------------------- | ---------- | ---------- | ------------ |
| 1972 | Magas szőke férfi felemás cipőben | Le grand blond avec une chaussure noire | Nem        | Igen       | Nem          |
| 1974 | A magas szőke férfi visszatér     | Le retour du grand blond                | Nem        | Igen       | Nem          |
| 1975 | Félelem a város felett            | Peur sur la ville                       | Nem        | Dialógus   | Nem          |
| 1975 | Agyő, haver!                      | Adieu poulet                            | Nem        | Igen       | Nem          |
| 1976 | Mindent megmutatunk               | On aura tout vu!                        | Nem        | Igen       | Nem          |
| 1976 | A játékszer                       | Le Jouet                                | Igen       | Igen       | Nem          |
| 1978 | Őrült nők ketrece                 | La Cage aux folles                      | Nem        | Igen       | Nem          |
| 1979 | Csatár a pácban                   | Coup de tête                            | Nem        | Igen       | Nem          |
| 1980 | Őrült nők ketrece 2.              | La cage aux folles II                   | Nem        | Igen       | Nem          |
| 1981 | Balfácán                          | La Chèvre                               | Igen       | Igen       | Nem          |
| 1981 | Haver, haver                      | Buddy Buddy                             | Nem        | Sztori     | Nem          |
| 1982 | Partnerek                         | Partners                                | Nem        | Igen       | Vezető       |
| 1982 | A kis terrorista és a játékszer   | The Toy                                 | Nem        | Sztori     | Nem          |
| 1983 | Balekok                           | Les Compères                            | Igen       | Igen       | Igen         |
| 1985 | Magas barna férfi felemás cipőben | The Man With One Red Shoe               | Nem        | Sztori     | Nem          |
| 1985 | A montreáli bankrablás            | Hold-Up                                 | Nem        | Dialógus   | Nem          |
| 1986 | Négybalkezes                      | Les Fugitifs                            | Igen       | Igen       | Nem          |
| 1989 | Három szökevény                   | Three Fugitives                         | Igen       | Igen       | Vezető       |
| 1991 | Tiszta szerencse                  | Pure Luck                               | Nem        | Nem        | Vezető       |
| 1992 | Az alkusz nem alkuszik            | Out on a Limb                           | Igen       | Nem        | Nem          |
| 1994 | Apám, a hős                       | My Father the Hero                      | Nem        | Igen       | Nem          |
| 1996 | Kísértet sofőrrel                 | Fantôme avec chauffeur                  | Nem        | Igen       | Nem          |
| 1996 | A Jaguár                          | Le Jaguar                               | Igen       | Igen       | Nem          |
| 1997 | Apák napja                        | Fathers' Day                            | Nem        | Nem        | Vezető       |
| 1998 | Dilisek vacsorája                 | Le Dîner de Cons                        | Igen       | Igen       | Nem          |
| 2001 | Addig jár a korsó a kútra…        | Le placard                              | Igen       | Igen       | Nem          |
| 2003 | Pofa be!                          | Tais-toi!                               | Igen       | Igen       | Nem          |
| 2006 | Topmodell a barátnőm              | La Doublure                             | Igen       | Igen       | Társproducer |
| 2008 | Lúzert fogtam, nem ereszt         | L'emmerdeur                             | Igen       | Igen       | Nem          |
| 2010 | Gyógyegér vacsorára               | Dinner for Schmucks                     | Nem        | Nem        | Vezető       |